# Султанолобая аракура
Султанолобая аракура, или султанолобая муравьеловка (лат. Pithys albifrons) — вид мелких воробьинообразных птиц из семейства типичных муравьеловок.

## Описание
Один из самых мелких видов в семействе типичных муравьеловок, масса в среднем составляет 26 г. Общая длина тела в среднем составляет 13 см, из которых 4,6 см приходится на хвост. Клюв 1,16 см в длину и в среднем всего 4,7 мм в ширину, что указывает на то, что он приспособлен для ловли насекомых. Внешне несколько напоминает синицу. Оперение груди и брюха рыжевато-каштановое, голова, крылья и спина чёрные. В основании клюва имеются две пары пучков белых перьев, одна из которых направлена вниз, а вторая — из более длинных перьев — вверх. Верхняя пара удлиненная и заостренная и образует подобие рожек. Обе пары чисто белого цвета, контрастирующего с остальным оперением. Ноги оранжевые. У молодых птиц рыжие кончики второстепенных маховых перьев и сероватая голова без белых пучков перьев или рыжего ошейника. Полового диморфизма нет.

## Вокализация
У султанолобой аракуры 11 различных криков, 8 из них похожи на крики белощёкой пёстрой муравьянки (Gymnopithys leucaspis). У неё громкая, структурно сложная и уникальная свистящая песня, которую издают родители и вышедшие из гнезда молодые птицы, когда из-за растительности они находятся вне поля зрения друг друга, а также птицы, ищущие муравьев. Взрослые птицы также могут издавать три или более коротких мягких щебещущих звука «си-си-си» при поиске своих птенцов или другого из родителей, за которыми следует «бие, бие, бие», если они долгое время не появляются. Остальные их крики обычно тише и короче, чем у других видов муравьеловок. Некоторые из криков используются при агонистическом поведении и как предупреждающие о появлении хищника сигналы. Для предупреждения о появлении хищника султанолобые аракуры используют два основных вида криков: один очень высокий и тонкий (птицы используют такие звуки, потому что трудно определить место нахождения того, кто их издаёт), второй — своеобразное жужжание (его издают в основном при появлении наземных хищников и людей), которое имитирует низкое предупреждающее рычание хищных млекопитающих.

## Ареал и места обитания
Султанолобая аракура распространена в приэкваториальной зоне Южной Америки: в Амазонии севернее Амазонки и на Гвианском плоскогорье. На севере её ареал простирается до реки Ориноко и, огибая льянос, вдоль восточных склонов Анд в Колумбии и на западе Венесуэлы доходит до гор Кордильера-де-Мерида. На западе ареал вида ограничен Андами, на юге — руслом Амазонки и только на юго-западе, в её верховьях в Перу, он вдоль восточных склонов Анд выдается на юг до гор Кордильера-Вилькабамба. Обитает в подлеске влажных тропических лесов. Предпочитает леса с высоким пологом и большим разнообразием растений и их комплексов. Обитает в основном в равнинных лесах, но встречается и в предгорьях: в Венесуэле — до высоты 2250 м, в Эквадоре — до 1800 м. Избегает открытых ландшафтов и не пересекает реки.

## Образ жизни и поведение
Ведет в основном одиночный образ жизни, за исключением периода размножения. Держится главным образом в нижнем ярусе леса. Каждая особь занимает территорию более 200 га, чтобы всегда можно было найти фуражировочные колонны (рейды) кочевых муравьев, за которыми они следуют в поисках пищи. Они очень упорно придерживаются этих территорий и могут оставаться на них даже в случае конфликта с другими особями, если имеется достаточное количество пищи. Разные особи обычно сопровождают разные колонны муравьев. При этом султанолобая аракура держится на краю движущейся колонны, в её периферийной зоне, вытесняемая туда более крупными видами муравьеловок. Однако, султанолобая аракура — очень подвижная птица и может между особями доминирующих видов ненадолго проникать в центральную зону колонны, где наибольшее скопление движущихся муравьев и соответственно наибольшее количество вспугиваемых ими членистоногих и других животных, которые и становятся добычей муравьеловок.
Во время кормления султанолобые аракуры могут в течение длительного времени оставаться неподвижными, чтобы не привлекать внимания и не подвергнуться нападению со стороны более крупных муравьеловок или хищников. В случае опасности птица метается взад и вперед, издавая щелкающие звуки, расправляя хвост и быстро взмахивая крыльями, пытаясь одновременно обнаружить и схватить свою последнюю в этом месте добычу, прежде чем убежать. При появлении человека птица начинает издавать стрекотание и пытается на него нападать.

## Питание
Султанолобые аракуры — насекомоядные птицы, питаются насекомыми и другими членистоногими, иногда ловят ящериц. Как и все муравьеловки, они в питании зависят от кочевых муравьев, которые выгоняют их добычу из-под опавших листьев лесной подстилки.

## Размножение
Поведение при ухаживании у султанолобых аракур такое же, как и у других муравьеловок, и включает кормление самцом самки, взаимный уход птиц и демонстрацию самцом самке возможных мест для устройства гнезда. Самка и самец строят гнездо вместе. Гнездо имеет форму неглубокой чашечки, строят его на живой растительности, такой как небольшие пальмы, осоки и клубневые растения. Хотя выбранное растение живое, сверху на него птицы часто укладывают настил из опавших листьев, в который встраивают гнездо, чтобы спрятать его от хищников. Само гнездо строят из растительных волокон тёмного цвета. В кладке обычно два яйца. Основной фон окраски яиц розово-белый, на нем разбросано множество продольно вытянутых розово-коричневых мелких пятен и несколько очень тонких розовых кривых линий.
После вылупления птенцов самка покидает гнездо и с другим самцом строит новое, начиная таким образом второй цикл размножения. Вылупившихся птенцов выкармливает самец. Выкармливание птенцов длится около месяца. Известно, что в некоторых местах, например, в районе Манауса, эти птицы размножаются большую часть года.

## Линька
До того, как у молодых птиц появится взрослое оперение у них происходит предварительная линька. Эта первая линька происходит вскоре после того, как они начинают самостоятельно кормиться. Взрослые птицы линяют не более одного раза в год. Более того, линьки могут происходить не ежегодно и начинаться в любое время года. Смена оперения длится примерно 301 день. Полная линька крыльев происходит очень медленно, нерегулярно и по-разному, особенно у гнездящихся птиц.

## Подвиды
Различают 2 подвида султанолобой аракуры (Pithys albifrons):
- P. a. albifrons — номинативный подвид, обитающий в восточной части ареала вида: на северо-востоке Амазонии и Гвианском плоскогорье в пределах южной половины Венесуэлы, Гайане, Суринаме, Французской Гвиане и на северо-востоке Бразилии;
- P. a. peruvianus — западный подвид, распространённый на западе Амазонии: северо-западе Бразилии, Колумбии, Эквадоре и Перу. Включает форму brevibarba, имеющую клинальную природу.